# Phylidonyris
A Phylidonyris a madarak osztályának verébalakúak (Passeriformes) rendjébe és a mézevőfélék (Meliphagidae) családjába tartozó nem.

## Rendszerezés
A nembe az alábbi 3 faj tartozik:
- aranyszárnyú mézevő (Phylidonyris pyrrhopterus vagy Phylidonyris pyrrhoptera)
- fehérszemű mézevő (Phylidonyris novaehollandiae)
- fehérpofájú mézevő (Phylidonyris nigra)